# Fallschirmjäger-Ausbildungs und Ersatz-Division
La Fallschirmjäger-Ausbildungs und Ersatz-Division (division parachutiste de formation et de réserve parachutiste) est une des divisions de parachutistes (Fallschirmjäger) de l'armée allemande (Wehrmacht) dans la Luftwaffe durant la Seconde Guerre mondiale.

## Historique
Formé le 31 décembre 1944 à Berlin-Tempelhof à partir du Höherer Kommandeur der Ersatz- und Ausbildungs-Einheiten der Fallschirm-Armee.
La division est dissoute le 5 avril 1945 et est utilisée pour former la 20. Fallschirmjäger-Division.

## Commandement
| Début            | Fin          | Grade        | Nom              |
| ---------------- | ------------ | ------------ | ---------------- |
| 31 décembre 1944 | 5 avril 1945 | Generalmajor | Walter Barenthin |

## Chef d'état-major
| Début         | Fin        | Grade          | Nom                   |
| ------------- | ---------- | -------------- | --------------------- |
| Décembre 1944 | Mars 1945  | Major          | Steuer                |
| 23 mars 1945  | Avril 1945 | Oberstleutnant | Gerhart Schirmer (en) |

## Composition

### Janvier 1945
- Fallschirm-Jäger-Ausbildungs-Regiment 1 à Halberstadt (la I. à Quedlinbourg)
- Fallschirm-Jäger-Ausbildungs-Regiment 2 à Wittstoc (la III. à Brandenburg)
- Fallschirm-Jäger-Ausbildungs-Regiment 3 à Celle (la I. à Helmstedt, la II. à Haselünne)
- Fallschirm-Jäger-Ausbildungs-Regiment 4 à Salzwedel (la III. à Stade)
- Fallschirm-Jäger-Ersatz-Bataillon 1 à Aschersleben
- Fallschirm-Jäger-Ersatz-Bataillon 2 à Stendal
- Fallschirm-Jäger-Ersatz-Bataillon 3 à Nuremberg
- Fallschirm-Jäger-Ersatz-Bataillon 4 à Brandenburg
- Fallschirm-Pionier-Ausbildungs- und Ersatz-Bataillon 1 à Uetersen
- Fallschirm-Pionier-Ausbildungs- und Ersatz-Bataillon 2 à Güstrow
- Fallschirm-Panzer-Zerstörer-Ausbildungs-Bataillon à Tangermünde
- Fallschirm-Panzer-Jäger-Ausbildungs- und Ersatz-Bataillon à Hildesheim
- Fallschirm-Artillerie-Ausbildungs- und Ersatz-Abteilung à Iserlohn
- Fallschirm-Granatwerfer-Lehr-Bataillon à Weißenwarthe
- Fallschirm-Nachrichten-Ausbildungs- und Ersatz-Abteilung à Nuremberg-Buchenholz